# Donald Frederick Blaxell
Donald Frederick Blaxell (Sídney, 1 de febrero de 1934) es un botánico australiano.
Especialista en eucaliptos y orquídeas, ha explorado extensamente recolectando especímenes de la flora del este de Australia.
En 1957 trabaja en la Universidad de Nueva Gales del Sur, y en 1968 accede a un puesto de investigador en el Herbario Nacional de Nueva Gales del Sur.
Entre 1974 y 1975 fue oficial botánico de enlace con el Real Jardín Botánico de Kew.

## Algunas publicaciones
- Blaxell, D F.Contributions from the New South Wales Herbarium
- 1971. The Orchids of Australia - the Eastern Temperate Zone. En Proc. 6.ª Conferencia Mundial de Orquídeas
- Blaxell, D F. 1975. The Status of Schlechter's Specimens of Orchidaceae held at the National Herbarium of New South Wales - 2. New Caledonia, Celebes, Borneo, Sumatra. Telopea 1(1) : 49-54
- Rotherham, E R; B G Briggs; D F Blaxell; R C Carolin. 1975. Australian Flora In Colour: Flowers And Plants Of New South Wales And Southern Queensland. A.H. & A.W. Reed Sydney
- Blaxell, D F. 1978. Notes on Australian Orchidaceae - a new combination in Liparis. Telopea 1(5) : 357-358
- Blaxell, D F. 1978. Type Specimens of Schlechter's Names in Orchidaceae at the Conservatoire et Jardin Botaniques, Geneve. Telopea 1(5) : 359-363
- Hindmarsh, M M; Blaxell, D F. 1978. A new Species of Stylidium (Stylidiaceae) from the Sydney Region. Telopea 1(5) : 365-370
- Rotherham, E R; B Briggs; D F Blaxell; R C Carolin. 1979. Flowers & Plants Of New South Wales & Southern Queensland. Reed Books, Sydney, 192 pp., 556 ilustr. color
- Johnson, L A S; Blaxell, D F. 1980. New Taxa and Combinations in Eucalyptus-4. Telopea 1(6) : 395-397
- Schlechter, R. 1982 (traducido × R S Rogers; H J Katz; J T Simmons. Editor D F Blaxell. The Orchidaceae of German New Guinea. Incorporating the Figure Atlas. (Die Orchidaceen Von Deutsch-Neu-Guinea. With Original Latin Descriptions and Including the Figuren-Altlas Zu Den Orchidaceen Von Deutsch-Neu-Guinea. Melbourne, Australian Orchid Foundation, 1180 pp.

- La abreviatura «Blaxell» se emplea para indicar a Donald Frederick Blaxell como autoridad en la descripción y clasificación científica de los vegetales.[1]

A mayo de 2012 posee 100 registros de sus identificaciones y nombramientos de nuevas especies de las familias de las Mirtáceas y Orquidáceas